# 2019년 치아파스주 지진
2019년 치아파스주 지진은 2019년 2월 1일 멕시코 치아파스주 남부 해안 과테말라 접경 지역에서 일어난 모멘트 규모 Mw6.7의 지진이다. 진원의 깊이는 66.0km이며 최대 진도는 VI이다. 지진은 멕시코 수도 멕시코시티 외에도 과테말라와 엘살바도르에서도 느껴졌다.
이 지진으로 멕시코 치아파스주, 게레로주 등 멕시코 남부의 건물 100여채가 피해를 입었으며, 1명이 다리골절 부상을 입었다. 이웃한 과테말라에서는 14명이 경상을 입고 일부 건물이 구조적 피해를 입었다. 엘살바도르에서는 의회 건물이 지진으로 벽에 금에 가는 피해를 입었으며, 산타아나 지역 등지에서 산사태가 발생하였다. 인근의 벨리제에서도 과테말라와 이어지는 도로에 산사태가 약간 일어나는 등의 피해가 있었다.